# Сан Вендемиано
Сан Вендемиано (на италиански: San Vendemiano) е град и община в Североизточна Италия, район Венето на провинция Тревизо. Намира се на около 5 km на североизток от Конелиано и на 30 km на север от Тревизо. Шосеен и жп транспортен възел. По данни от преброяването през 2008 г. населението е 9823 жители.

## Личности
В Сан Вендемиано израства футболистът Алесандро Дел Пиеро.

## Побратимени градове
- Нова Горица, Словения